# Solenocaulon tubulosum
Solenocaulon tubulosum är en korallart som först beskrevs av Carl Friedrich Ferdinand Genth 1867.  Solenocaulon tubulosum ingår i släktet Solenocaulon och familjen Anthothelidae. Inga underarter finns listade i Catalogue of Life.